# Uwe Seeler
Uwe Seeler (n. 5 noiembrie 1936, Hamburg, Germania Nazistă – d. 21 iulie 2022, Norderstedt, Schleswig-Holstein, Germania) a fost un jucător de fotbal și oficial german. A jucat pentru Hamburger SV și a avut și 72 de apariții internaționale pentru Germania de Vest.

## Palmares
Hamburg
- Campionatul Germaniei: 1960
- Cupa Germaniei: 1963
- Cupa Cupelor: finalist 1967-1968

Germania
- Campionatul Mondial
  - Locul 2: 1966
  - Locul 3: 1970
  - Locul 4: 1958